# Chililihtli
Le chililitli, chilihtli, caililiztli ou zililitli est un instrument de percussion ou sifflet d'origine aztèque. Il s'agit d'un disque de cuivre frappé avec un marteau en bois ou en métal.